# Rettenschöss
Rettenschöss (auch Rettenschöß) ist eine Gemeinde mit 565 Einwohnern (Stand 1. Jänner 2025) im Bezirk Kufstein im Bundesland Tirol (Österreich). Die Gemeinde gehört zum Gerichtsbezirk Kufstein und liegt in der Unteren Schranne im Tiroler Unterland. Rettenschöss bildet mit Kössen, Walchsee und Schwendt die Tourismusregion Kaiserwinkl.

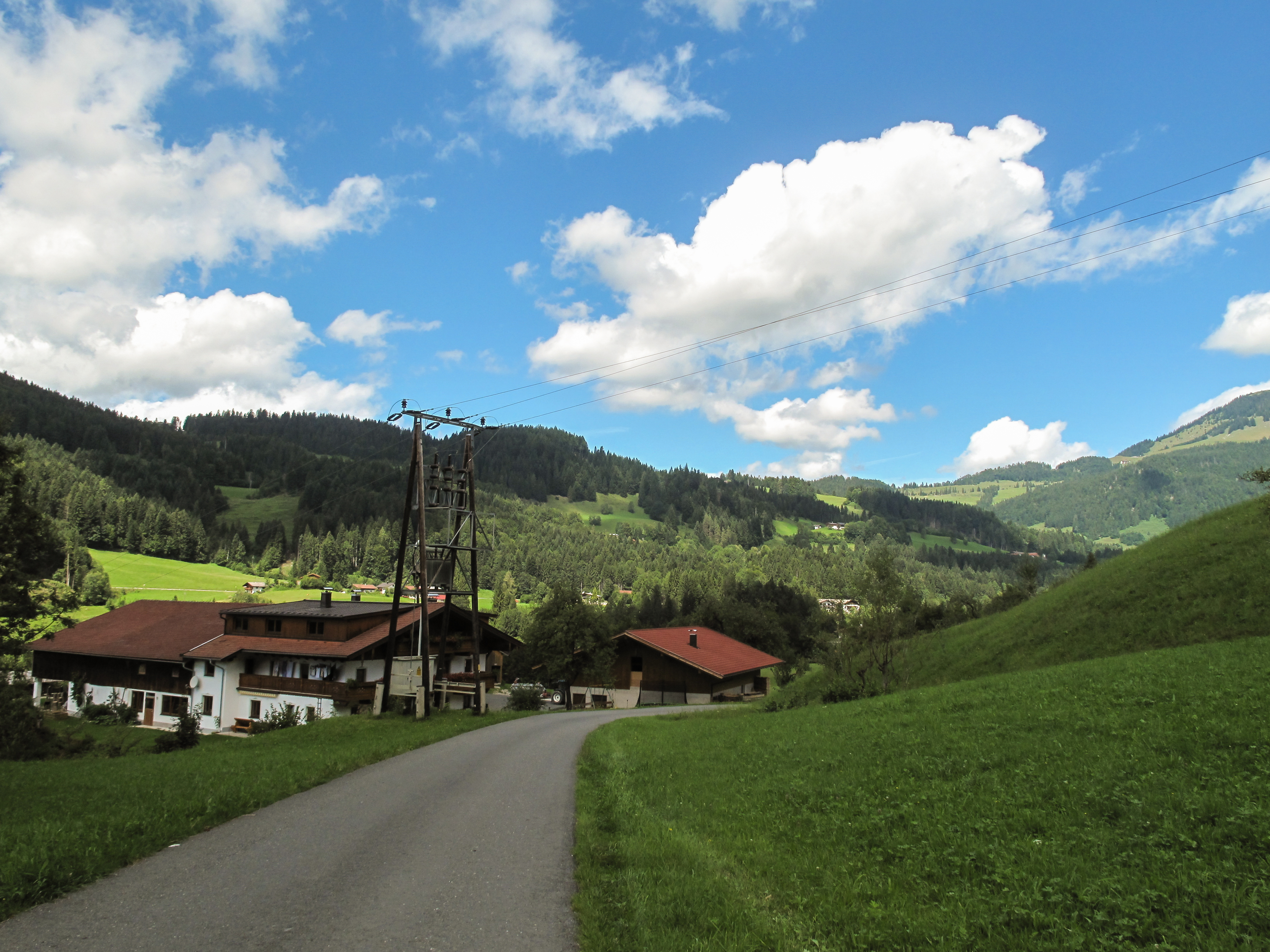
Ortsteil Ritzgraben, Panorama

## Geografie

### Lage
Rettenschöss liegt in der Unteren Schranne, einem Gebiet nördlich von Kufstein. Der Ort befindet sich zwischen den Chiemgauer Alpen im Norden und dem Kaisergebirge im Süden. Im Nordosten der Gemeinde befindet sich das Hochköpfl (von den Einheimischen meistens als Moosberg bezeichnet), welches mit 1539 m die höchste Stelle der Gemeinde darstellt. Die niedrigste Stelle befindet sich im Ort Primau (550 m). Von fast überall aus ist der Zahme Kaiser zu sehen, welcher oft als Wahrzeichen des Bergdorfs betitelt wird. Rettenschöss besteht, neben dem namensgebenden Dorf, aus mehreren Weilern, Rotten und verstreuten Einzelhöfen. Im Norden der Gemeinde erstreckt sich ein weitläufiges Almgebiet.

### Gemeindegliederung
Das Gemeindegebiet lässt sich in folgende Ortschaften unterteilen:
- Feistenau
- Leitacker
- Miesberg
- Pötting
- Rettenschöss
- Ritzgraben

Die Gemeinde besteht aus der Katastralgemeinde Rettenschöß.

### Nachbargemeinden
|                   | Aschau im Chiemgau                          |          |
| Niederndorferberg | Kompassrose, die auf Nachbargemeinden zeigt | Walchsee |
| Niederndorf       | Ebbs                                        |          |

## Geschichte

### Vor 1900
Auf Grund von Pollenfunden lässt sich nachweisen, dass das Gebiet bereits in der Jungsteinzeit besiedelt war, Rodungen wurden für den Zeitraum von 2650 bis 2100 vor Christus nachgewiesen. Weitere Rodungen und Getreidepollenfunde fallen in die Zeit um 500 vor unserer Zeitrechnung.
Ersturkundlich ist der Rettenschößer Hof Aufing im Codex Falkensteinensis, dem Urbar und Traditionsbuch der Grafen von Neuburg-Falkenstein vom Sommer 1166, als Uuingen genannt. Die erste urkundliche Erwähnung des Namens als Rotenschese stammt hingegen aus einem Güterverzeichnis der bayerischen Herzöge des Jahres 1231. Der Name bedeutet rotes Geschöss, also rotes, kupferhaltiges Geröll – gut zu sehen in der im 16. Jahrhundert bezeugten Form Röttngschöß. Aus dem Jahr 1614 stammt eine Liste aller Höfe. Danach hatte das Gebiet Rettenschöss mit Durchholzen 1563 Einwohner. Im Gebiet des heutigen Rettenschöss werden somit knapp 500 Menschen gelebt haben.
In der Zeit 1682 bis 1688 wurde die Antoniuskapelle erbaut, 1739 wurde der Holzbau durch ein Mauerwerk ersetzt. Neben der Kapelle wurde 1744 eine Klause errichtet, welche bis 1931 als Schule fungierte.
1837 besuchte Kardinal Fürst Friedrich von Schwarzenberg anlässlich einer Visitation Rettenschöss. 2 Gedenktafeln und ein Gedenkstein erinnern an den Besuch.
1850 wurden Rettenschöss und Niederndorferberg (damals Ebbserberg) mit Niederndorf vereinigt. Nach 13 Jahren löste sich die Gemeinde jedoch wieder auf und es entstanden wieder die 3 unabhängigen Gemeinden.
Im Jahr 1867 lebten vierzehn Gewerbetreibende in der Gemeinde: 2 Weber, 2 Müller, 2 Schuster, je ein Schneider, Rotgerber, Huf- und Waffenschmied, Käse- und Schmalzhändler, Zimmermeister, Goldschmied und Graveur, ein Ausschank über die Gasse und ein Wirt. Zu dieser Zeit zählte die Gemeinde ca. 350 Einwohner.

### Nach 1900
Die Postautobuslinie von Kufstein nach Kössen wurde 1914 eröffnet und brachte den öffentlichen Verkehr nach Rettenschöss. Sieben Jahre später wurden durch das Kraftwerk Niederndorf Teile des Ortes mit elektrischem Strom versorgt.
Im Jahr 1969 wurde das 1931 erbaute Schulhaus großteils abgetragen und durch einen Neubau ersetzt.
1958 begann die Gemeinde mit einem Wegbauprogramm, welches sich über 30 Jahre ziehen sollte. Zu dieser Zeit wurde auch die Siedlung in Leitacker stark vergrößert.
2004 erhielt die Rettenschöss als letzte Gemeinde im Bezirk Kufstein einen Kindergarten. In diesem Jahr wurde der Tourismusverband Rettenschöss aufgelöst und die Gemeinde wurde an den Kaiserwinkl angeschlossen.

### Bevölkerungsentwicklung
Da seit 2001 sowohl die Geburtenbilanz als auch die Wanderungsbilanz positiv sind, steigt die Einwohnerzahl stark an.
| Rettenschöss: Einwohnerzahlen von 1869 bis 2024     | Rettenschöss: Einwohnerzahlen von 1869 bis 2024 | Rettenschöss: Einwohnerzahlen von 1869 bis 2024 | Rettenschöss: Einwohnerzahlen von 1869 bis 2024 | Rettenschöss: Einwohnerzahlen von 1869 bis 2024 |
| --------------------------------------------------- | ----------------------------------------------- | ----------------------------------------------- | ----------------------------------------------- | ----------------------------------------------- |
| Jahr                                                |                                                 |                                                 |                                                 | Einwohner                                       |
| 1869                                                | 1869                                            |                                                 | 344                                             | 344                                             |
| 1880                                                | 1880                                            |                                                 | 368                                             | 368                                             |
| 1890                                                | 1890                                            |                                                 | 373                                             | 373                                             |
| 1900                                                | 1900                                            |                                                 | 346                                             | 346                                             |
| 1910                                                | 1910                                            |                                                 | 306                                             | 306                                             |
| 1923                                                | 1923                                            |                                                 | 343                                             | 343                                             |
| 1934                                                | 1934                                            |                                                 | 334                                             | 334                                             |
| 1939                                                | 1939                                            |                                                 | 335                                             | 335                                             |
| 1951                                                | 1951                                            |                                                 | 361                                             | 361                                             |
| 1961                                                | 1961                                            |                                                 | 313                                             | 313                                             |
| 1971                                                | 1971                                            |                                                 | 419                                             | 419                                             |
| 1981                                                | 1981                                            |                                                 | 420                                             | 420                                             |
| 1991                                                | 1991                                            |                                                 | 420                                             | 420                                             |
| 2001                                                | 2001                                            |                                                 | 447                                             | 447                                             |
| 2011                                                | 2011                                            |                                                 | 469                                             | 469                                             |
| 2021                                                | 2021                                            |                                                 | 569                                             | 569                                             |
| 2024                                                | 2024                                            |                                                 | 578                                             | 578                                             |
| Quelle(n): Statistik Austria, Gebietsstand 1.1.2021 |                                                 |                                                 |                                                 |                                                 |

## Kultur und Sehenswürdigkeiten

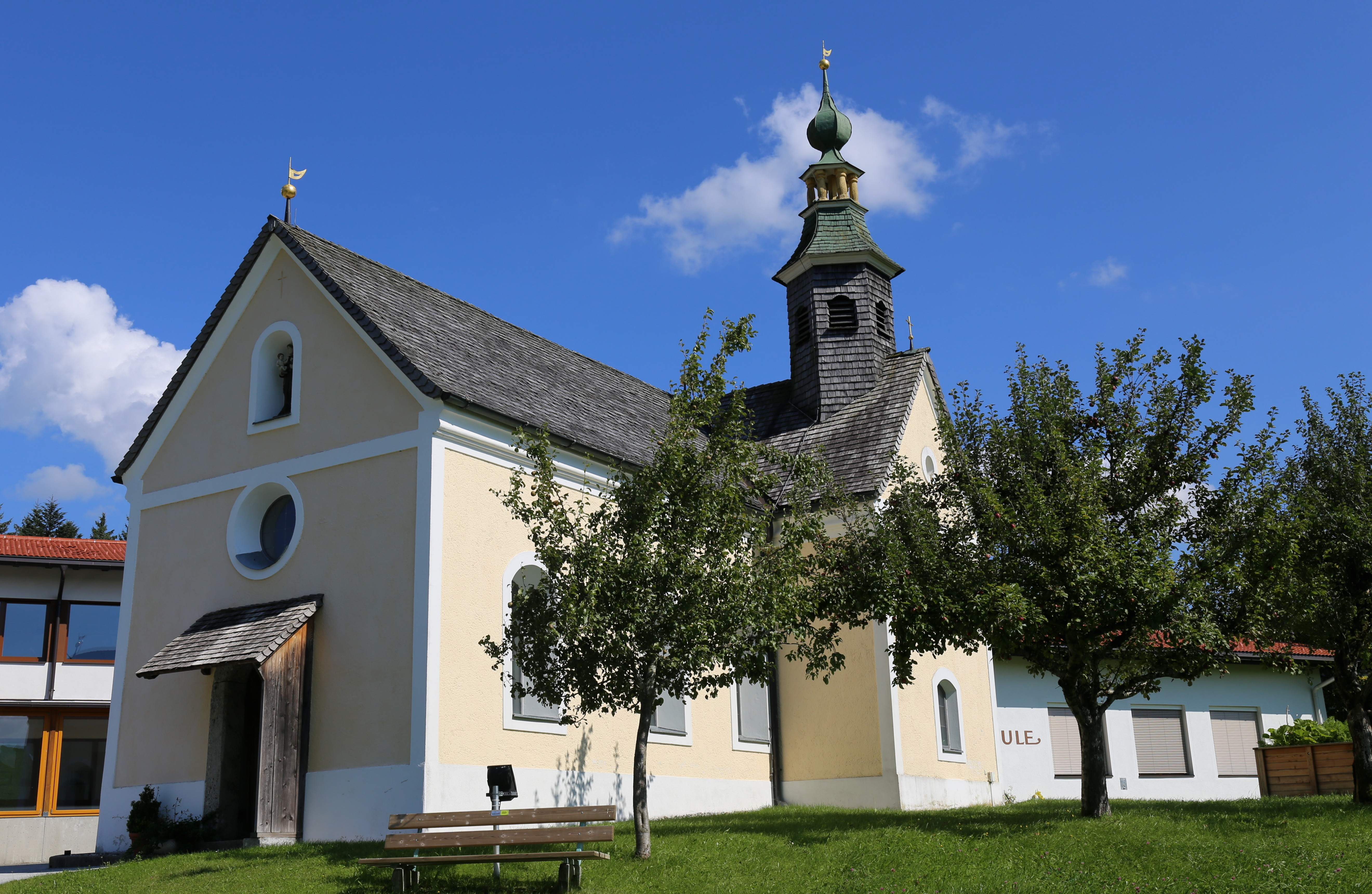
Antoniuskapelle in Rettenschöss

### Bauwerke
- Antoniuskapelle aus dem Jahr 1682 auf dem Kreuzbichl
- Kapelle in Pötting
- Kapelle in Miesberg
- Bauernhöfe in Rettenschöss Nr. 15 und Nr. 19[4]

### Regelmäßige Veranstaltungen
- Jedes Jahr organisiert die Freiwillige Feuerwehr Rettenschöss im Herbst einen Frühschoppen vor dem Feuerwehrhaus.
- Im Drei-Jahres-Rhythmus findet das traditionelle "Maiblasen" der Bundesmusikapelle Niederndorf in Rettenschöss und Niederndorferberg statt.
- Jährlich veranstaltet die Landjugend Rettenschöss die "Schocktoberparty" zu Halloween vor der Volksschule.
- Jährliches Kino im Rahmen der "Familienfreundliche Gemeinde" beim Spielplatz neben der Volksschule.

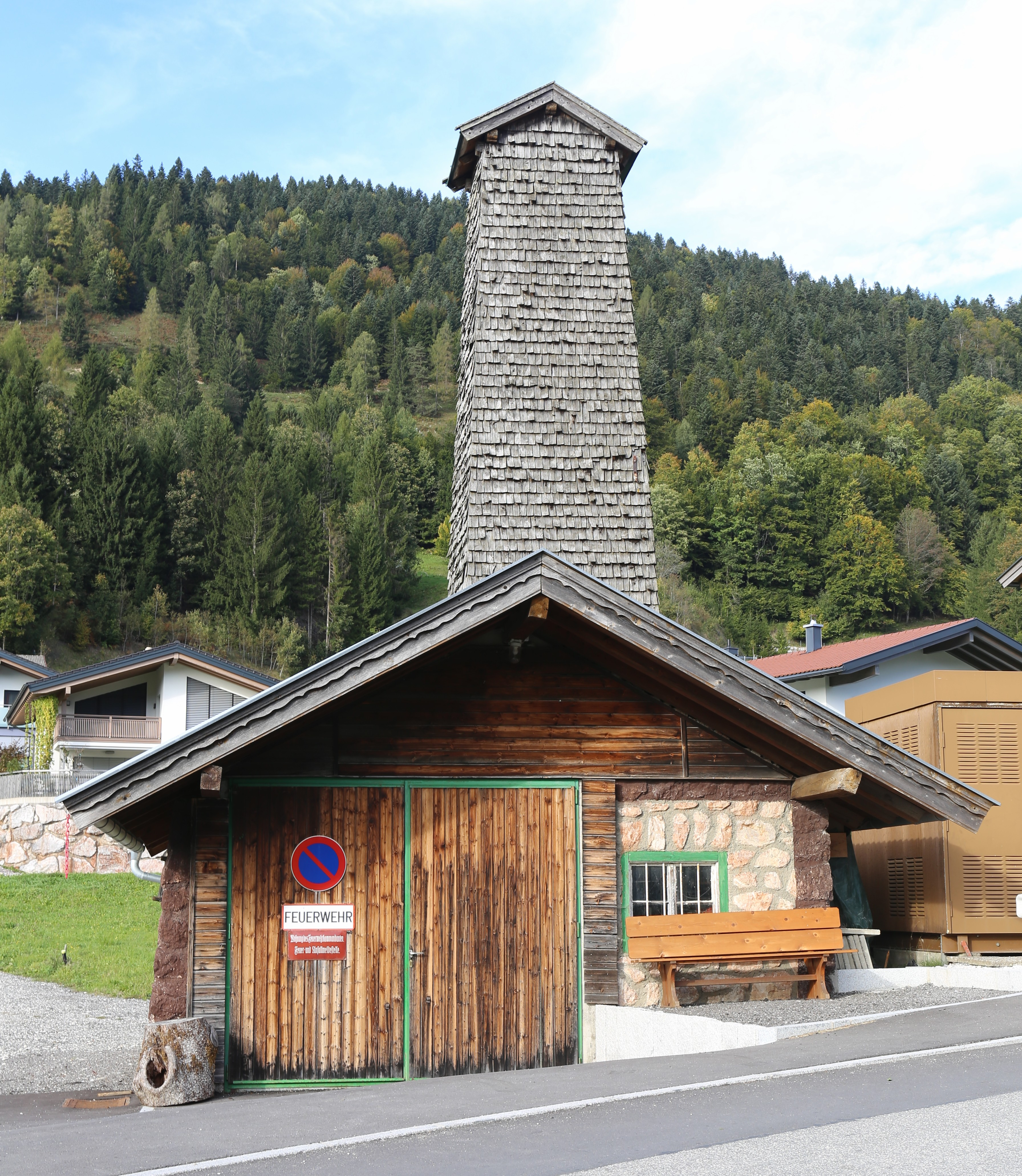
Altes Rüsthaus der Feuerwehr

### Vereine
- Landjugend Rettenschöss
- Freiwillige Feuerwehr Rettenschöss
- Sparverein Rettenschöss
- Bäuerinnen Rettenschöss
- Bauern Rettenschöss
- Motorsportclub Rettenschöss

Rettenschöss ist auch bei einigen Vereinen in Niederndorf und Walchsee beteiligt.

## Wirtschaft und Infrastruktur

### Wirtschaftssektoren
In Rettenschöss sind von den 294 Erwerbstätigen mehr als 70 Prozent Pendler, die hauptsächlich in andere Gemeinden wie Ebbs und Kufstein zur Arbeit fahren. Gleichzeitig pendeln 30 Personen aus benachbarten Gemeinden nach Rettenschöss zur Arbeit. Primäre Wirtschaftssektoren sind die Landwirtschaft, Produktion und Dienstleistung. Die Gemeinde beherbergt einen Bauhof und eine Almkäserei auf der Burgeralm. Darüber hinaus gibt es 4 bewirtschaftete Almen und 2 Gasthäuser, wovon eines auch gleichzeitig als keiner Supermarkt fungiert. Eine bedeutende Quelle für Arbeitsplätze in Rettenschöss ist die Metallbaufirma Hebert Systems Austria, die im Fuchsanger ansässig ist. Ein Großteil der örtlichen Betriebe ist in der Landwirtschaft tätig. 25 der 38 landwirtschaftlichen Betriebe sind Biobetriebe. Die Tierhaltung konzentriert sich vor allem auf Rinder, Hühner und Schafe.

### Tourismus

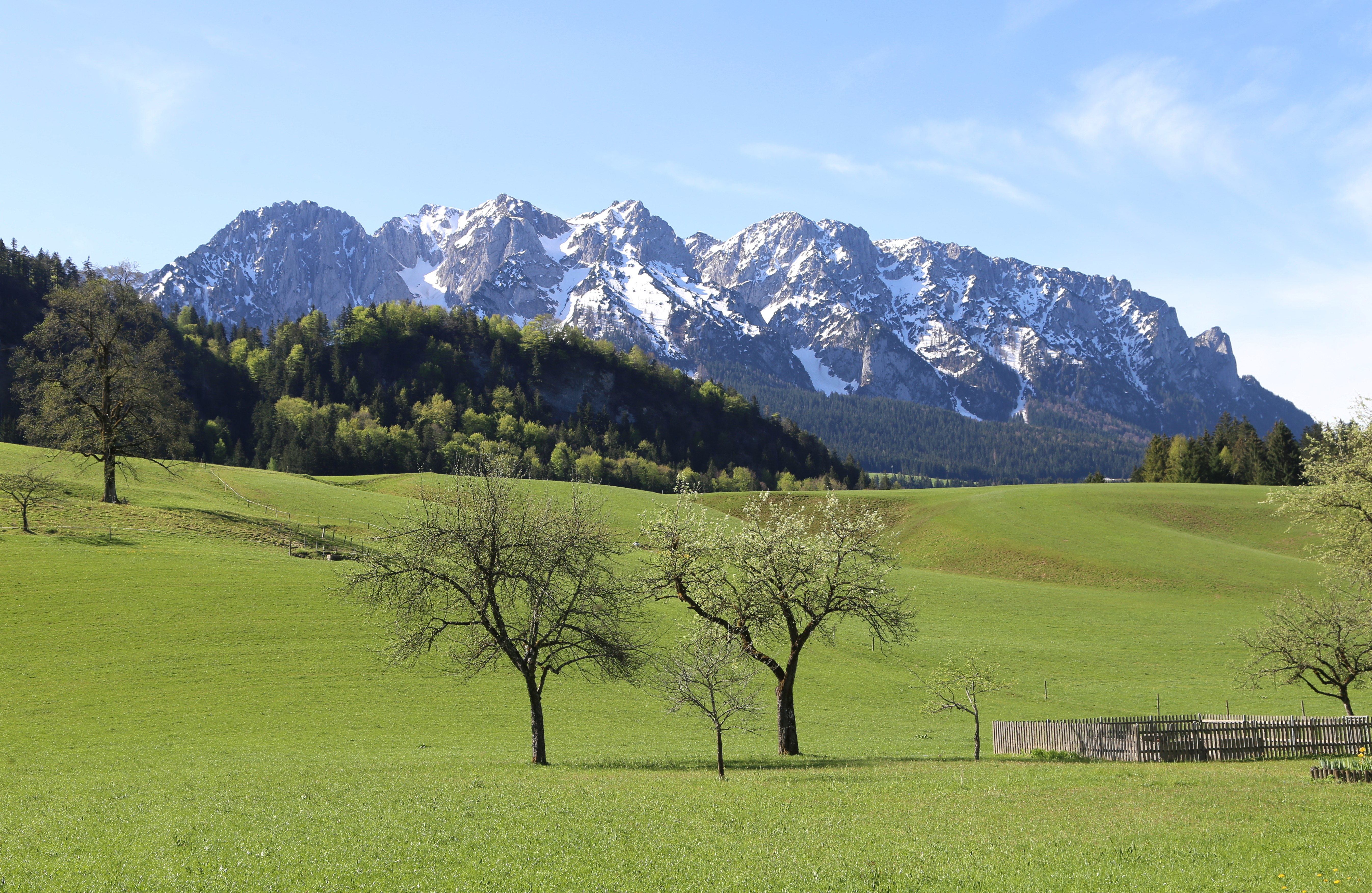
Blick auf den Zahmen Kaiser vom Ortsteil Pötting

Der Ort Rettenschöss bildet zusammen mit den Gemeinden Kössen, Walchsee und Schwendt die Tourismus- und Ferienregion Kaiserwinkl. Die Gemeinde bietet viele Möglichkeiten für Wanderungen und Radtouren im Sommer. Beliebtes Ziel ist hierbei der Wandberg (1450 m), auf dem sich neben der Wandberghütte auch eine kleine Kapelle befindet. Im Winter zieht sich durch die Weiler Miesberg und Pötting die Miesbergloipe nach Durchholzen und Walchsee. Außerdem führt die Radstrecke der Challenge Kaiserwinkl-Walchsee durch Rettenschöss und dessen Weiler. Der Tourismusverband Kaiserwinkl organisiert auch regelmäßig kleinere Veranstaltungen/Vorträge im Ort. Die Gemeinde verfügt über rund 250 Gästebetten. 
Folgende Tabelle listet die Übernachtungen seit 2013 auf.
| Jahr | Übernachtungen | Jahr | Übernachtungen |
| ---- | -------------- | ---- | -------------- |
| 2013 | 15.289         | 2019 | 19.376         |
| 2014 | 14.641         | 2020 | 14.605         |
| 2015 | 14.736         | 2021 | 13.006         |
| 2016 | 14.740         | 2022 | 16.719         |
| 2017 | 16.081         | 2023 | 17.268         |
| 2018 | 18.341         | 2024 | 14.590         |

Die Übernachtungen stiegen wie in den anderen Kaiserwinkl Gemeinden stark an. 2024 verzeichnete Rettenschöss einen Rückgang der Nächtigungen, anders als die anderen Kaiserwinkl Gemeinden, die in diesem Jahr stark zulegten. Die Spitzenwerte der Nächtigungen sind in den Sommermonaten Juli und August. Insgesamt konnte der Tourismusverband 2023 rund 950.000 Nächtigungen verzeichnen.

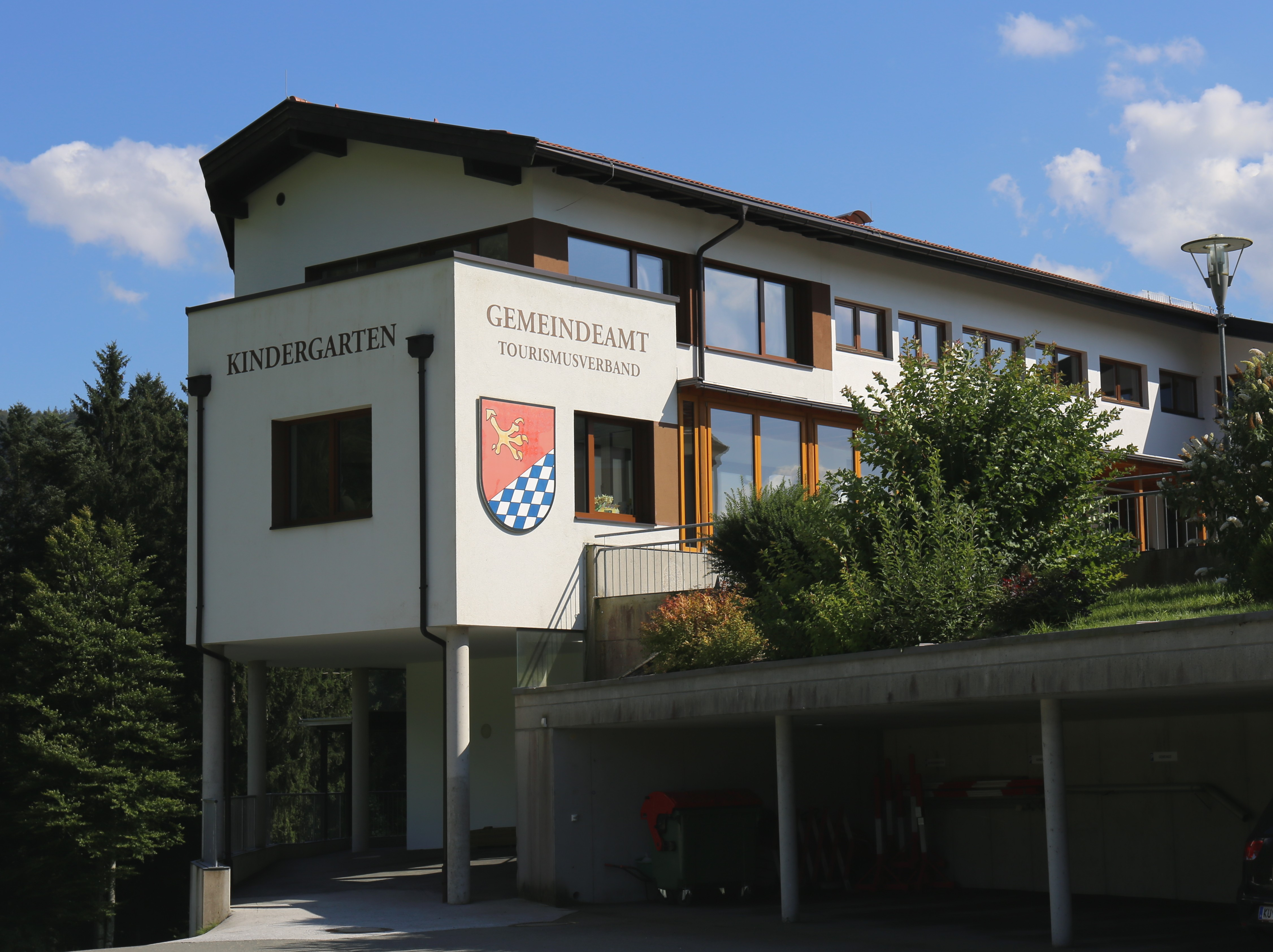
Kindergarten unter dem Gemeindeamt

### Bildung
Die Gemeinde besitzt eine Volksschule und einen Kindergarten mit angegliederter Kinderkrippe, welche sich im gleichen Gebäude wie das Gemeindeamt, neben der Antoniuskapelle, befinden.

### Verkehr
- Eisenbahn: Ab 1895 gab es einige Pläne einer Lokalbahn von Kufstein über Kössen nach Reit im Winkl. Schlussendlich sollte diese nach St. Johann in Tirol verkehren, das Projekt wurde aber aufgrund des Ersten Weltkrieges nicht umgesetzt. Die Bahnstrecke hätte auch Rettenschöss über den Weiler Pötting angebunden. Der nächste Bahnsteig befindet sich im bayerischen Oberaudorf und der Bahnhof Kufstein ist ca. 15 km entfernt.
- Straße: Die wichtigste Straße ist die Walchseestraße (B 172). Besonders an den Wochenenden ist sie eine beliebte Strecke bei erholungssuchenden Tagesgästen. Die Rettenschösser Straße (L44) verläuft von der Walchseestraße bei Primau bis in den Ortskern und stellt die wichtigste Verbindung in das Dorf dar.
- Öffentlicher Verkehr: Heute verkehren regelmäßig VVT Busse der Ledermair Verkehrsbetriebe:
  - 4030: Kufstein – Ebbs – Niederndorf – Rettenschöss – Walchsee – Kössen
  - 730N: Kufstein – Ebbs – Niederndorf – Erl – Niederndorf – Rettenschöss – Walchsee – Kössen (Nightliner in den Nächten zwischen Freitag und Sonntag)

Haltestellen in Rettenschöss sind (in Fahrtrichtung Walchsee): Primau, Fuchsanger und Schmidtal. Rettenschöss gehört zu den wenigen Gemeinden in Tirol, deren Ortskern noch nicht an den Öffentlichen Verkehr angebunden ist. Eine Verbindung ist jedoch bereits in Planung.

## Politik

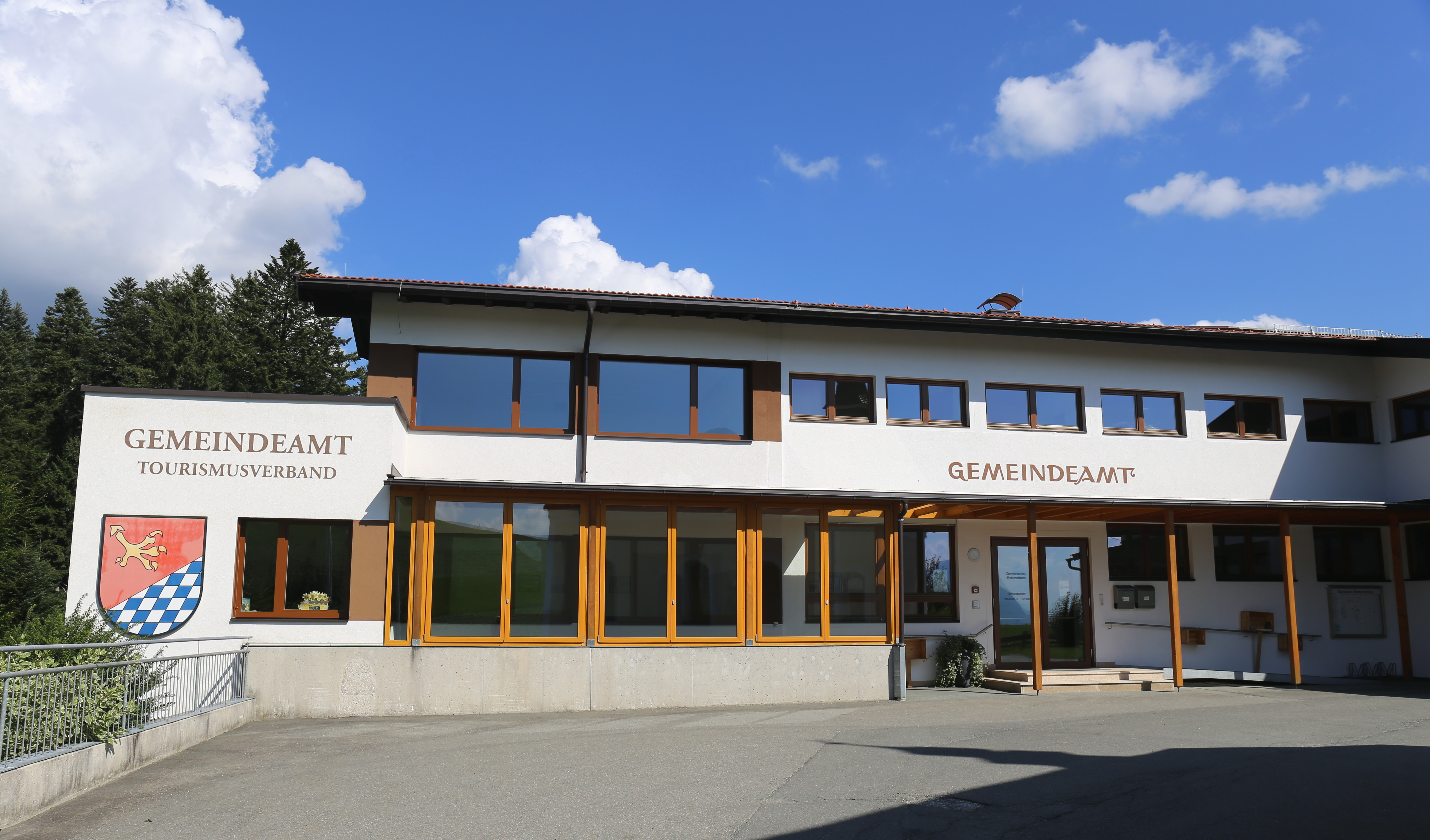
Gemeindeamt Rettenschöss

### Gemeinderat
Der Gemeinderat besteht aus 11 Mandataren. Die Gemeinderatswahlergebnisse seit 1998:
| Partei                       | 2022 | 2022    | 2016 | 2016    | 2010 | 2010    | 2004 | 2004    | 1998 | 1998    |
| Partei                       | %    | Mandate | %    | Mandate | %    | Mandate | %    | Mandate | %    | Mandate |
| ---------------------------- | ---- | ------- | ---- | ------- | ---- | ------- | ---- | ------- | ---- | ------- |
| Allgemeine Bürgerliste (AB)  | 56   | 6       | 47,7 | 5       | 61,9 | 7       | 48   | 5       | 100  | 11      |
| Aktiv für Rettenschöss (AFR) | 44   | 5       | 52,3 | 6       | 38,1 | 4       | 52   | 6       |      |         |

### Bürgermeister
- 1986–1992 Johann Fankhauser
- 1992–2016 Helmut Oppacher (Allgemeine Bürgerliste), Gastwirt Fuchsanger
- seit 2016 Georg Kitzbichler (Allgemeine Bürgerliste), Gastwirt Schöne Aussicht

### Wappen
Offizielle Blasonierung (Wappenbeschreibung): „In Rot ein goldener Adlerfang über einem von Silber und Blau gerauteten linken Schrägfuß“.
Das weiß-blaue Rautenfeld steht für Bayern und der Adlerfang als Teil des Tiroler Adlers steht für Tirol. Rettenschöss bedeutet etwa "roter Bergsturz". Dieser Name wurde wegen einem roten Gestein in der Nähe der Ortschaft Rettenschöss verliehen und das Rot im Wappen spiegelt damit den Namen der Gemeinde wider. Das Gemeindewappen symbolisiert also die Geografie als auch die Geschichte der Gemeinde.
Das Wappen wurde 1984 von der Tiroler Landesregierung verliehen.